# Vera Sviridova
Vera Sviridova (en russe : Вера Свиридова) était maire adjointe de Podolsk depuis 1996, chargée des finances de la mairie. Elle a été assassinée d'une balle dans la tête le 26 septembre 2011, alors qu'elle avait débranché le système de sécurité de sa villa de Svitino pour attendre une personne que les enquêteurs soupçonnent d'être son meurtrier. D'après la police, le crime serait lié à ses activités professionnelles, bien que le vol ne soit pas exclu. Elle n'a pas fait de commentaires concernant le précédent meurtre d'Evgueni Douchko, l'ancien maire de Serguiev Possad, survenu le 22 août de la même année.